# RBG
RBG es una película documental estadounidense de 2018 dirigida y producida por Betsy West y Julie Cohen, centrada en la vida y la carrera de la jueza asociada de la Corte Suprema de los Estados Unidos Ruth Bader Ginsburg. Después de estrenarse en el Festival de Cine de Sundance 2018, la película se estrenó en Estados Unidos el 4 de mayo de 2018. Recibió críticas positivas y recaudó $14 millones en todo el mundo. Fue elegido por la National Board of Review como la Mejor Película Documental de 2018 y nominada para varios otros premios, incluyendo el Óscar al mejor largometraje documental y el BAFTA al Mejor Documental. 

## Sinopsis
RBG narra la carrera de la jueza de la Corte Suprema de Estados Unidos, Ruth Bader Ginsburg, que abarca varias décadas, y cómo desarrolló un legado legal al convertirse en un ícono de la cultura pop. La película es una representación biográfica de Ginsburg desde su nacimiento en Brooklyn Nueva York, su educación universitaria y su posterior carrera como profesora de derecho, su nombramiento en el poder judicial federal por el presidente Jimmy Carter y la eventual designación en la Corte Suprema por el presidente Bill Clinton.
Ruth Bader nació en Brooklyn en una familia judía estadounidense de primera generación. Obtuvo una licenciatura en la Universidad de Cornell, donde conoció a su esposo, Martin Ginsburg. Ruth se inscribió en la Escuela de Derecho Harvard antes de transferirse a la Universidad de Columbia, mientras que Martin comenzó una exitosa carrera como abogado fiscal de la ciudad de Nueva York. Después de graduarse en Columbia, Ruth se convirtió en profesora de derecho en Rutgers Law School y Columbia Law School. 
Ruth Bader Ginsburg argumentó con éxito cinco de los seis casos relacionados con la discriminación de género ante la Corte Suprema de los Estados Unidos. Ella abogó por hombres y mujeres que enfrentaban prejuicios basados en el sexo: entre los demandantes que ella representó se encontraba una mujer que enfrentaba discriminación en la Fuerza Aérea de los Estados Unidos y un padre soltero al que le negaron los beneficios del Seguro Social que normalmente se pagan solo a madres solteras. Ginsburg argumentó estos casos en los años sesenta y setenta, cuando la discriminación de género era generalizada en la sociedad estadounidense y un Tribunal Supremo compuesto exclusivamente por hombres se mostraba escéptico ante las afirmaciones de sesgo contra las mujeres. 
Después de ser nominada por el presidente Jimmy Carter, Ginsburg fue confirmado ante la Corte de Apelaciones de Estados Unidos para el Circuito del Distrito de Columbia el 18 de junio de 1980. Su servicio en la corte de apelaciones finalizó el 9 de agosto de 1993, y fue juramentada como jueza de la Corte Suprema de los EE. UU. el 10 de agosto de 1993, convirtiéndose en la segunda juez femenina nombrada en ese momento. Después de responder francamente a las preguntas sobre el aborto y la discriminación en sus audiencias de confirmación en el Senado, Ginsburg fue confirmada por una votación de 96 a 3, lo que el presidente Clinton señala fue asombroso dado el ambiente político partidista de los años 80, y mucho menos ahora. 
La película incluye entrevistas con la icono feminista Gloria Steinem y Nina Totenberg, de NPR, sobre la innovadora carrera de Ginsburg centrada en los derechos de las mujeres. Entre los casos históricos presentados ante la Corte Suprema, la decisión de 1996 que permitió a las mujeres cadetes inscribirse en el Instituto Militar de Virginia (VMI, por sus siglas en inglés), anteriormente formado exclusivamente por hombres, se discute en detalle. Varias graduadas de VMI explican por qué la decisión fue importante — para ellas personalmente y en la lucha más amplia por los derechos de las mujeres. 
La película también narra el estado de Ginsburg como un ícono de la cultura pop, comenzando con la publicación de Notorious RBG: The Life and Times de Ruth Bader Ginsburg, escrita por Shana Knizhnik e Irin Carmon. Knizhnik y Carmon también iniciaron un Notorious R.B.G. Tumblr que obtuvo un gran número de seguidores y generó productos como camisetas y tazas de café. El apodo está inspirado en el honorífico "Notorious" del nombre del artista de rap The Notorious B.I.G.. Ginsburg muestra un abrazo bondadoso a su apodo, señalando que ella y el rapero tienen mucho en común: ambos nacieron en Brooklyn. 
La nieta de Ginsburg, quien aparece en la película, se graduó en la Facultad de Derecho de Harvard. Ella nota que su graduación fue de 50/50 hombres / mujeres; cuando Ruth asistió a la Facultad de Derecho de Harvard, fue una de las nueve estudiantes femeninas en una clase de aproximadamente 560 en total. 
La película contrasta la gregaria personalidad de Martin Ginsburg con la naturaleza más estoica de Ruth. Los hijos de Ruth notan que aunque su madre es una abogada brillante, es una cocinera horrible. Martin dice que se abstuvo de ofrecer sus opiniones sobre asuntos legales a su esposa, y ella se abstuvo de cocinar después de que sus hijos se quejaron de su falta de habilidad culinaria. 
La película muestra un lado lúdico de la normalmente reservada Ginsburg. Ella se involucra en bromas joviales con el conservador juez Antonin Scalia y reconoce que su amor por la ópera fue una de las pocas cosas que compartieron en común. Ella también tiene un cameo en una ópera poco después de que Donald Trump se convierte en presidente. 
Varios comentaristas critican los comentarios despectivos que Ginsburg hizo sobre Trump durante su campaña, señalando que sus comentarios la hicieron vulnerable a las reclamaciones de sesgo judicial en casos de la Corte Suprema que involucran a la administración de Trump (Ginsburg se disculpó por sus comentarios y el senador Orrin Hatch opina que al formidable experto legal se le permite cometer errores ocasionales). La película toma nota de los cambios de izquierda y derecha de la Corte Suprema durante el mandato de Ginsburg. A medida que la corte se ha inclinado en una dirección conservadora, las disensiones de Ginsburg de las opiniones de la mayoría se han vuelto más frecuentes y enérgicas. 
A pesar de tener más de ochenta años y haber sobrevivido al cáncer de colon y de páncreas, Ginsburg trabaja incansablemente en la noche y, a menudo, solo duerme unas pocas horas. Ella también se muestra haciendo ejercicio en un gimnasio con un entrenador personal. Cuando se le pregunta por cuánto tiempo planea permanecer en el Tribunal Supremo, Ginsburg responde que solo lo hará mientras sea capaz de abordar los casos presentados ante ella con la capacidad y la integridad completas de su experiencia de toda la vida en la práctica de la ley.

## Producción
Las directoras Julie Cohen y Betsy West habían trabajado anteriormente en proyectos que involucraban a Ginsburg, y en 2015 decidieron hacer un documental centrado exclusivamente en ella. En 2016, el dúo siguió a Ginsburg a varias reuniones y discursos, incluso en Chicago y Washington D. C., por un total de 20 horas, y realizaron la entrevista cara a cara en 2017.

## Recepción
RBG recibió reseñas positivas de parte de la crítica y de la audiencia. En el sitio web especializado Rotten Tomatoes, la película posee una aprobación de 93%, basada en 181 reseñas, con una calificación de 7.4/10 y con un consenso crítico que dice: "RBG podría estar predicando al coro de espectadores que admiran a la juez de la Corte Suprema Ruth Bader Ginsburg, pero lo hace de manera efectiva". De parte de la audiencia tiene una aprobación de 78%, basada en 1834 votos, con una calificación de 3.8/5.
El sitio web Metacritic le dio a la película una puntuación de 71 de 100, basada en 32 reseñas, indicando "reseñas generalmente favorables". Las audiencias encuestadas por CinemaScore le otorgaron a la película una "A-" en una escala de A+ a F, mientras que en el sitio IMDb los usuarios le asignaron una calificación de 7.6/10, sobre la base de 14 422 votos. En la página web FilmAffinity la cinta tiene una calificación de 6.9/10, basada en 801 votos.